# Stéphane Crouzat
Pour les articles homonymes, voir Crouzat.
Stéphane Crouzat, né le 1er juin 1964, est un diplomate français,  ambassadeur de France à Prague depuis mars 2024.
Auparavant, il est conseiller diplomatique au cabinet du ministère de l'Écologie sous Ségolène Royal de 2014 à 2017 pendant la présidence de François Hollande avant de devenir sous la présidence d'Emmanuel Macron ambassadeur de France à Dublin entre 2017 et septembre 2020, puis ambassadeur chargé des négociations sur le changement climatique, pour les énergies renouvelables et la prévention des risques climatiques d'octobre 2020 à mars 2024.

## Biographie
Né le 1er juin 1964, Stéphane Crouzat est diplômé de Sciences Po Paris et ancien élève de l'ENA de la promotion Nelson Mandela en 2001. Il est directeur de l’Institut français d'Écosse à Édimbourg de 1993 à 1997. A sa sortie de l’ENA, il devient d'abord rédacteur à la direction des affaires économiques et financières, puis à la direction de la coopération européenne du ministère des Affaires étrangères jusqu'en 2005. Il est ensuite conseiller de coopération et d'action culturelle à l'ambassade de France en Pologne de 2005 à 2008, puis porte-parole de la France auprès de l'Organisation des Nations unies (ONU) de 2008 à 2011. Il rejoint à nouveau le Quai d'Orsay en 2011 et jusqu'en 2014 en tant que sous-directeur de l'Europe centre-orientale et balte dans le service dédié à l'Union européenne.
Par la suite, Stéphane Crouzat intervient en tant que conseiller diplomatique au cabinet du ministère de l'Écologie sous Ségolène Royal de 2014 à 2017 pendant la présidence de François Hollande. Durant cette période, la France est le pays hôte de la Conférence de Paris de 2015 sur les changements climatiques (COP 21).
Sous la présidence d'Emmanuel Macron, Crouzat devient ambassadeur de France en Irlande de 2017 à septembre 2020, remplacé par Vincent Guerend, après quoi il est nommé en Conseil des ministres le 28 octobre 2020 parmi les ambassadeurs thématiques, chargé des négociations sur le changement climatique, les énergies renouvelables et la prévention des risques climatiques,,. Il succède à Brigitte Collet nommée ambassadrice de France au Brésil,. Il mène l’équipe française interministérielle de négociateurs aux COP 26 à Glasgow, COP 27 à Charm el-Cheikh, et COP 28 à Dubaï. Il est nommé ambassadeur de France en Tchéquie en mars 2024.